# James Hartung
James Hartung (Omaha, 7 giugno 1960) è un ex ginnasta statunitense.

## Palmarès

### Giochi olimpici
- 1 medaglia:
  - 1 oro (Concorso a squadre a Los Angeles 1984)

### Mondiali
- 1 medaglia:
  - 1 bronzo (Concorso a squadre a Fort Worth 1979).